# Relações entre Moçambique e Timor-Leste
A República de Moçambique e a República Democrática de Timor-Leste têm mantido relações históricas pacíficas, livres de conflitos. Ambos são estados soberanos cuja uma das línguas oficiais é o português, fazendo parte da lusofonia.

## História

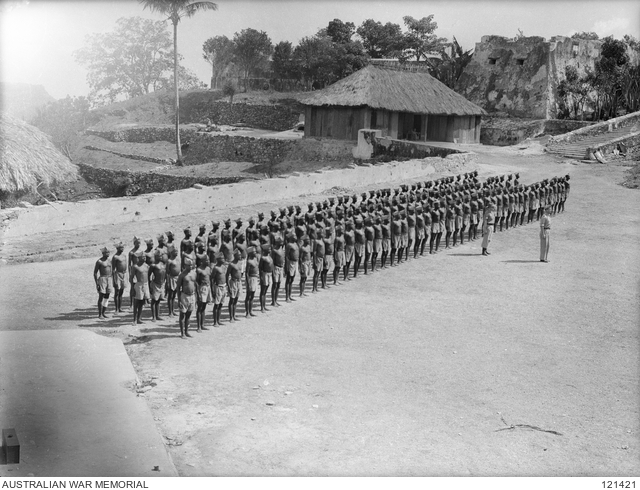
Soldados coloniais moçambicanos no Timor Português (1945)

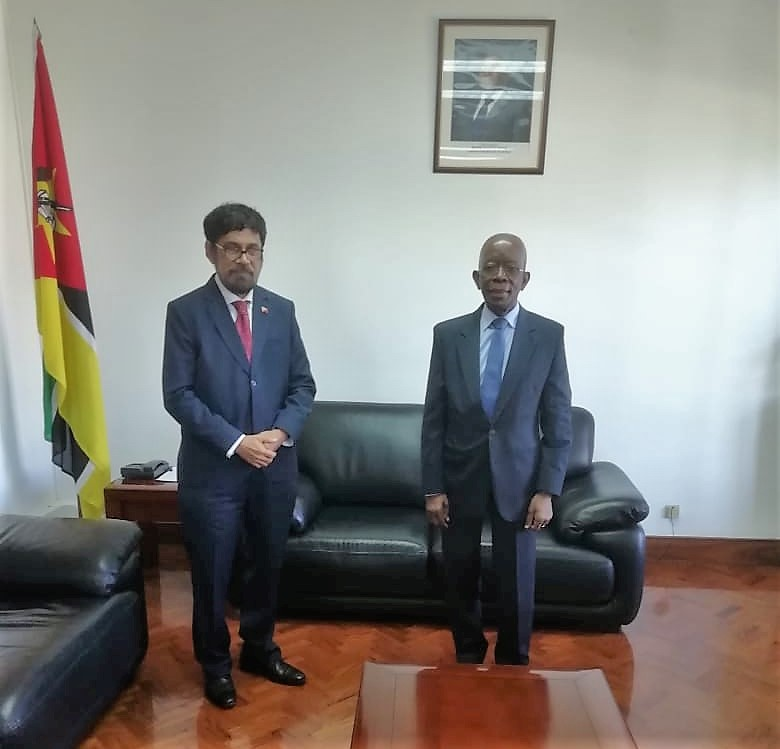
Embaixador Francisco Miranda Branco e Primeiro Ministro Adriano Maleiane (2022)

Moçambique e Timor-Leste são ex-colónias de Portugal e membros da Comunidade dos Países de Língua Portuguesa (CPLP). Houve uma pequena minoria moçambicana no Timor Português durante o período colonial português . A maioria serviu como soldados do poder colonial, alguns dos moçambicanos foram enviados para o exílio em Timor depois de fazerem campanha pela independência da África Oriental Portuguesa. Em alguns casos, este movimento também serviu de modelo de inspiração para o movimento nacional timorense. O timorense José Ramos-Horta passou o exílio político em Moçambique de 1970 a 1971.
Enquanto Moçambique se tornou independente em 25 de Junho de 1975, a FRETILIN declarou inicialmente unilateralmente a independência de Timor-Leste em 28 de Novembro do mesmo ano. Moçambique foi um dos doze países que reconheceram Timor-Leste como um Estado. Poucos dias depois, a Indonésia iniciou a sua invasão aberta de Timor Leste e ocupou o país durante 24 anos. Numerosos activistas da FRETILIN encontraram asilo em Moçambique, incluindo Ana Pessoa Pinto, Gregório de Sousa e Madalena Boavida . Como representante oficial da FRETILIN, Roque Rodrigues tinha o estatuto de embaixador em Timor-Leste. Marí Alkatiri, o ministro dos Negócios Estrangeiros do governo da FRETILIN no exílio, também vivia em Maputo. Este grupo exilado ainda hoje tem grande influência na política de Timor-Leste e é comummente referido como o grupo de Maputo .   A Associação Moçambicana por Timor (AMOTIL) foi fundada em Moçambique para apoiar Timor Leste. 
A independência de Timor-Leste foi restaurada em 20 de maio de 2002. Policiais de Moçambique participaram na Administração Transitória das Nações Unidas para Timor Leste (UNTAET). 
Após a destruição causada pelo ciclone Idai em 2019, Timor-Leste doou um milhão de dólares americanos ao Moçambique afectado. 

## Diplomacia

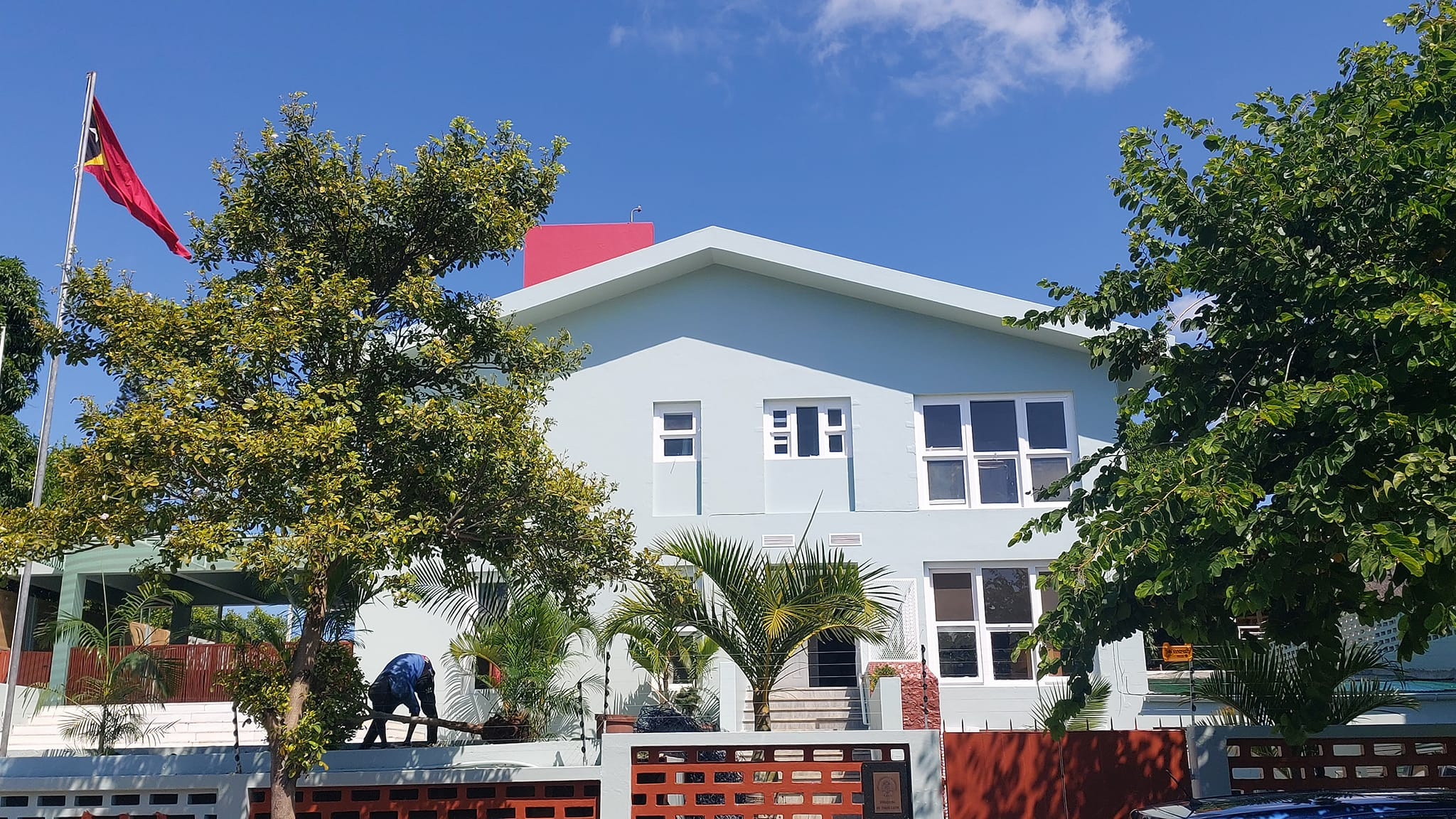
A Embaixada de Timor Leste na Av. do Arcebispado nº. 15 em Maputo

A Embaixada de Moçambique em Jacarta, Indonésia, também é concorrente de Timor Leste.  Há também um consulado honorário em Díli na Avenida Mártires da Pátria . 
Moçambique foi o primeiro país de África onde o novo estado de Timor-Leste criou uma embaixada oficial. Foi inaugurado a 13 de Abril de 2004 pelo Ministro dos Negócios Estrangeiros de Timor-Leste, José Ramos-Horta. Marina Ribeiro Alkatiri, esposa de Marí Alkatiri, que era primeiro-ministro na altura, tornou-se inicialmente vice-embaixadora de Timor-Leste.  A 24 de Junho de 2009, Marina Alkatiri tornou-se embaixadora oficial do seu país. 

## Requisitos de viagem
Os timorenses recebem um visto ao entrar em Moçambique. 

## Negócios
Para 2018, o Gabinete de Estatística de Timor-Leste não reporta quaisquer relações comerciais entre Moçambique e Timor-Leste. 